# Файал да Терра
Файал-да-Терра — парафія в муніципалітеті Повоасао на острові Сан-Мігел на Португальському архіпелазі Азорських островів. Населення 2011 року склало 359 жителів, площа міста — 11,38 км².

## Географія

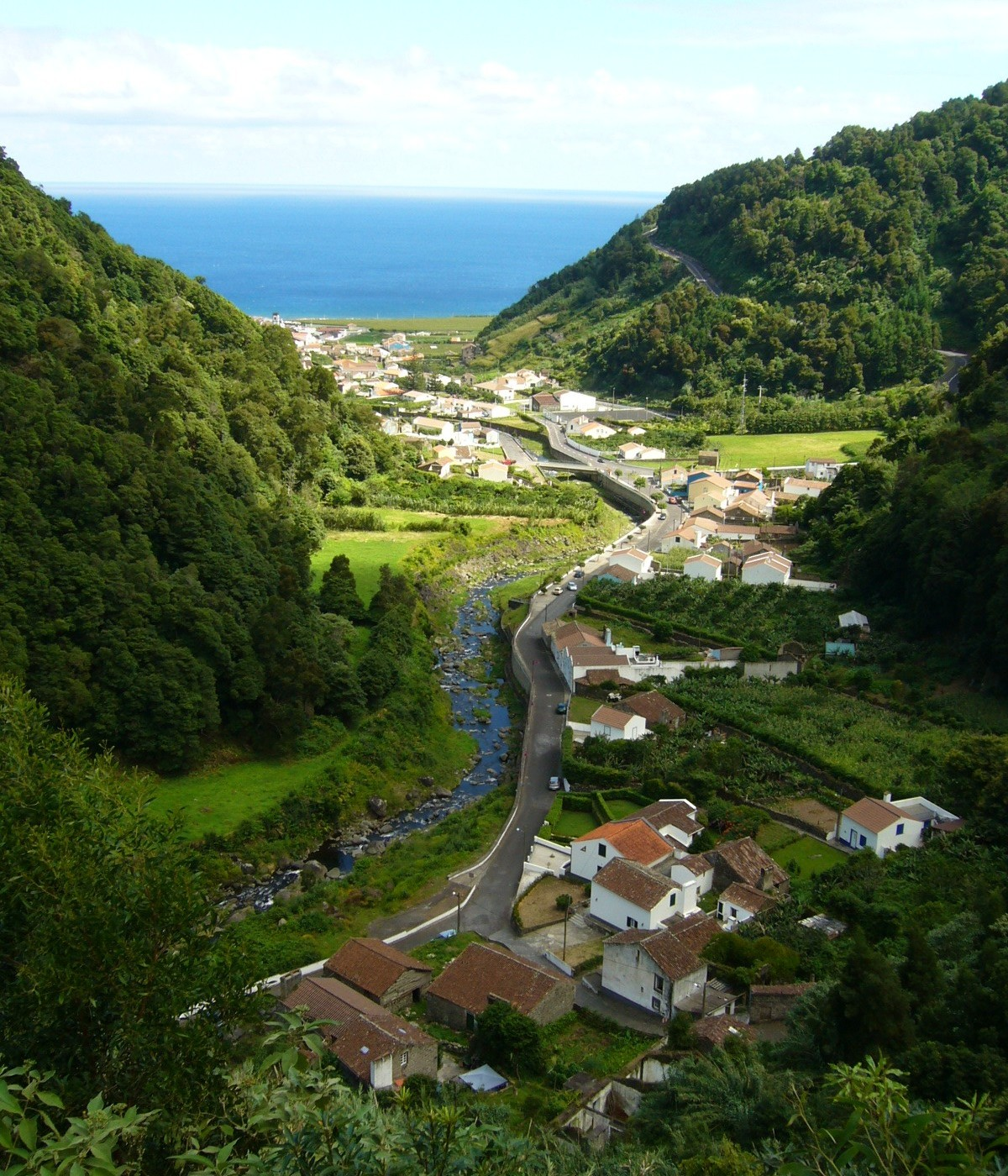
Вигляд з північного мікро-поселення Санґуіньо

Містечко розташовано на південно-східному узбережжі острова поблизу узбережжя Атлантичного океану. Місто оточено гірським масивом Нордесте з вершиною Піко да Вара, найвищою точкою острова. На заході й сході розташовані сусідні парафії муніципалітету Повоасао, які включають: Фурнас і Повасан (на заході) і Агуа-реторта (на схід).

## Економіка
Громада в основному займається сільським господарством і тваринництвом, а також торгівлею. Ремісники займаються плетінням кошиків, вишивкою, рукоділлям та артефактами з дерева.

## Архітектура
На додаток до фонтанів, в селищі є погруддя Отця Ельяса, млини, оглядові майданчики й старий порт для китобійного промислу.
- Церква Носса-Сеньора-да-Граса (порт. Igreja Paroquial de Faial da Terra/Igreja de Nossa Senhora da Graça)
- Ермітаж Носса-Сеньора-де-Лурдес (порт. Ermida do Faial da Terra/Ermida de Nossa Senhora de Lurdes), хоча й був популярним релігійним об'єктом, він був пошкоджений землетрусом 5 липня 1932 року.

## Культура
Селище святкує день Носса Сеньйора да Граса у другу неділю вересня.
На додаток до типово азорських страв, Файал да Терра відомий ферведоуро (Fervedouro, Molho de figado) і томатним супом; типові страви, пов'язані з релігійним культом Святого Духа, Папас Гросс, Боло да Серта, Торресмос, Морчела і Чурісо.
Серед музичних та інших груп: «Sagrado Coração de Jesus» (музичне товариство «Святе Серце Ісуса») і Grupo Desportivo de Faial da Terra (Faial da Terra Sporting Group).